# Деми кутюр
Деми кутюр (с анг. demi-couture) — тренд в индустрии моды, который является чем-то средним между повседневной модой и коллекциями haute couture. Такие коллекции шьются по стандартам качества высокой моды, но имеют более демократичную цену и более широкий размерный ряд, чем «подиумные коллекции».

## История появления
Обсуждаться термин начали в 2011 году, когда дизайнер Аззедин Алайя представил первую коллекцию полукутюр. В 2012 году у многих модельеров в коллекциях RTW (Ready To Wear) появились вещи ручной работы из дорогих материалов, что вызвало дополнительный виток обсуждений.